# 2002 у Миколаєві
| Роки в Миколаєві ← • 2001 • 2002 • 2003 • 2004 • 2005 • 2006 • 2007 • 2008 • 2009 • 2010 • 2011 • 2012 • 2013 • 2014 • 2015 • 2016 • 2017 • 2018 • 2019 • 2020 • 2021 • 2022 • 2023 • 2024 → |

2002 у Миколаєві — список важливих подій, що відбулись у 2005 році в Миколаєві. Також подано перелік відомих осіб, пов'язаних з містом, що народились або померли цього року, отримали почесні звання від міста.

## Події
- 31 березня в Миколаєві відбулися вибори Миколаївського міського голови та депутатів Миколаївської міської ради. Мером міста вдруге поспіль був обраний Володимир Дмитрович Чайка.

## Пам'ятки
- 7 вересня на початку Флотського бульвару було встановлено пам'ятник купцю, містобудівнику, першому громадянину міста Миколаєва Михайлу Фалєєву (1730—1792).
- У жовтні на будинку, де народився письменник, композитор, історик, один із засновників і незмінний голова «Просвіти» в Миколаєві Микола Аркас (вулиця Нікольська, № 13), урочисто відкрито меморіальну дошку[1].

## Особи

### Почесні громадяни
- Коновалов Михайло Миколайович — зробив вагомий внесок у розвиток міста у сфері будівництва портових, стапельних споруджень. Став засновником клубу «Садко», де на громадських засадах проводяться наукові дослідження глибинних морських процесів.
- Кремко Олександр Олександрович — фотожурналіст. Заслужений журналіст України. За 40 років роботи фотожурналістом створив справжній фотолітопис Миколаївщини.
- Романовський Георгій Федорович — ректор Українського державного університету кораблебудування імені адмірала Макарова, професор, заслужений діяч науки і техніки України.
- Тулуб Володимир Йосипович — директор Миколаївського відкритого акціонерного товариства «Фрост». Заслужений працівник сфери послуг України.
- Янішевський Микола Омелянович — учасник бойових дій німецько-радянської війни, ветеран праці, протягом 20 років обирався депутатом міської ради. Майже 30 років працював в органах виконавчої влади міста, був заступником голови міськвиконкому, головою міської планової комісії.

### Городянин рокуі «Людина року»
- Бондін Юрій Миколайович — номінація «Промисловість».
- Вадатурський Олексій Опанасович — номінація «Підприємництво».
- Дюмін Анатолій Григорович — номінація «Благодійність».
- Задирко Геннадій Олександрович — номінація «Засоби масової інформації».
- Ковальський Ігор Петрович — номінація «Охорона здоров'я».
- Лейфура Валентин Миколайович — номінація «Середня школа».
- Лютий Олександр Павлович — номінація «Училища і технікуми».
- Макушин Віктор Юрійович — номінація «Мистецтво».
- Макушин Юрій Андрійович — номінація «Мистецтво».
- Макушина Інна Вікторівна — номінація «Мистецтво».
- Мовчан Олена Дмитрівна — номінація «Фізкультура і спорт».
- Прудкий Сергій Васильович — номінація «Меценат року».
- Скороходов Вадим Анатолійович — номінація «Наука і вища школа».
- Шпачинський Омелян Артемович — в номінації «Культура».
- Номінація «Людина року» — Бездольний Віктор Володимирович.

### Померли
- Бойко-Блохін Юрій Гаврилович (нім. Jurij Bojko-Blochyn; 25 березня 1909, Миколаїв — 17 травня 2002, Мюнхен) — український та німецький літературознавець, театрознавець, громадський і політичний діяч. Був членом Проводу ОУН у період II Світової війни та професором Мюнхенського Українського вільного університету (УВУ) та Мюнхенського університету Людвіга-Максимиміліана (УЛМ).
- Вишеславський Леонід Миколайович (5 (18) березня 1914, Миколаїв — 26 грудня 2002, Київ) — український радянський російськомовний поет, який писав твори російською й українською мовами, літературознавець, перекладач, педагог. Кандидат філологічних наук.
- Макаров Юрій Іванович (7 вересня 1934, Кременчук, Полтавська область — 2 червня 2002, Миколаївська область) — один із організаторів суднобудівної галузі СРСР, директор Чорноморского суднобудівного заводу.
- Миронов Юрій Олександрович (29 грудня 1940, с. Фролово Костромська область  — 8 лютого 2002, Миколаїв) — українсько-російський прозаїк. У 1991—2000 роках очолював Миколаївське відділення Спілки письменників України.
- Бородатий Василь Порфирійович (15 листопада 1927, с. Везденьки, Проскурівська округа, УСРР — 18 травня 2002, Одеса) — економіст, педагог, професор, ректор Одеського економічного університету. У 1953—1972 роках працював у Миколаївському  кораблебудувальному інституті старшим викладачем, доцентом, а з 1959 року — завідувачем кафедри політичної економії.